# Fannia cana
Fannia cana är en tvåvingeart som beskrevs av Nishida 2004. Fannia cana ingår i släktet Fannia och familjen takdansflugor. Inga underarter finns listade i Catalogue of Life.